# Acmaeodera condita
Acmaeodera condita är en skalbaggsart som beskrevs av Barr 1972. Acmaeodera condita ingår i släktet Acmaeodera och familjen praktbaggar. Inga underarter finns listade i Catalogue of Life.